# Tauschhandel

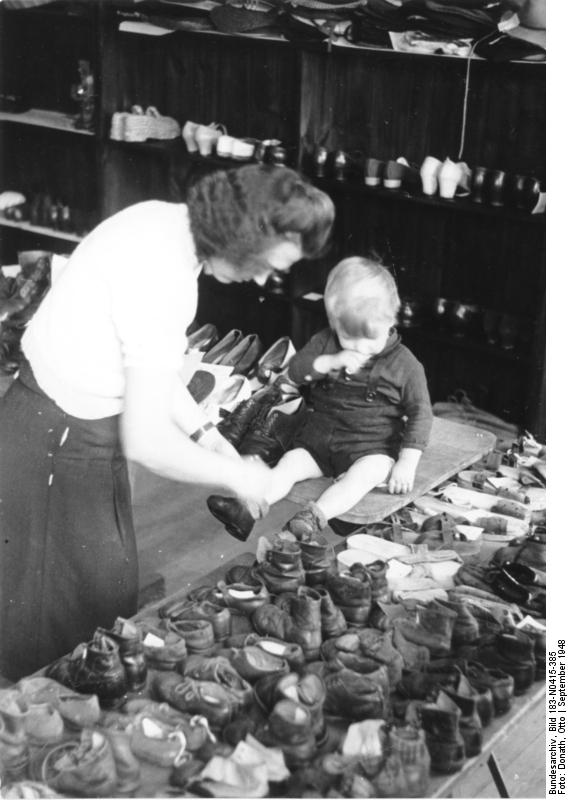
Tauschzentrale in der sowjetischen Besatzungszone: Eine Mutter tauscht die zu klein gewordenen Schuhe ihres Sohnes gegen größere

Der Tauschhandel ist eine Form des Handels, bei der Waren oder Dienstleistungen direkt gegen andere Waren oder Dienstleistungen getauscht werden, ohne dass als Gegenleistung ein Zahlungsmittel wie Geld eingesetzt wird. Eine alte Bezeichnung hierfür ist Barattohandel.

## Allgemeines
Wenn allgemein der Käufer an Geld- oder Devisenmangel leidet oder speziell in einer Wirtschaftskrise das Vertrauen in den Geldwert schwindet, tritt Tauschhandel auf oder es entstehen Ersatzwährungen wie z. B. die Zigarettenwährung im Nachkriegsdeutschland. So erlebte während der Versorgungskrise in Venezuela ab 2015 der Tauschhandel in Venezuelas ländlichen Gegenden eine zweite Jugend, während in den Städten eher Ersatzwährungen in der neuen Form von Kryptowährungen gesucht wurden.
In Deutschland gelten nach § 480 BGB für den Tauschvertrag dieselben Vorschriften wie für den Kauf.

## Geschichte

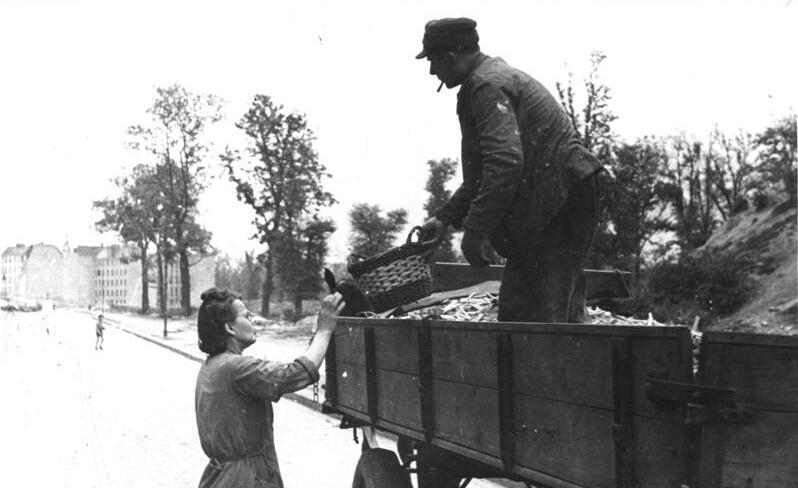
1947 in Berlin: Tausch von Kartoffelschalen gegen Brennholz

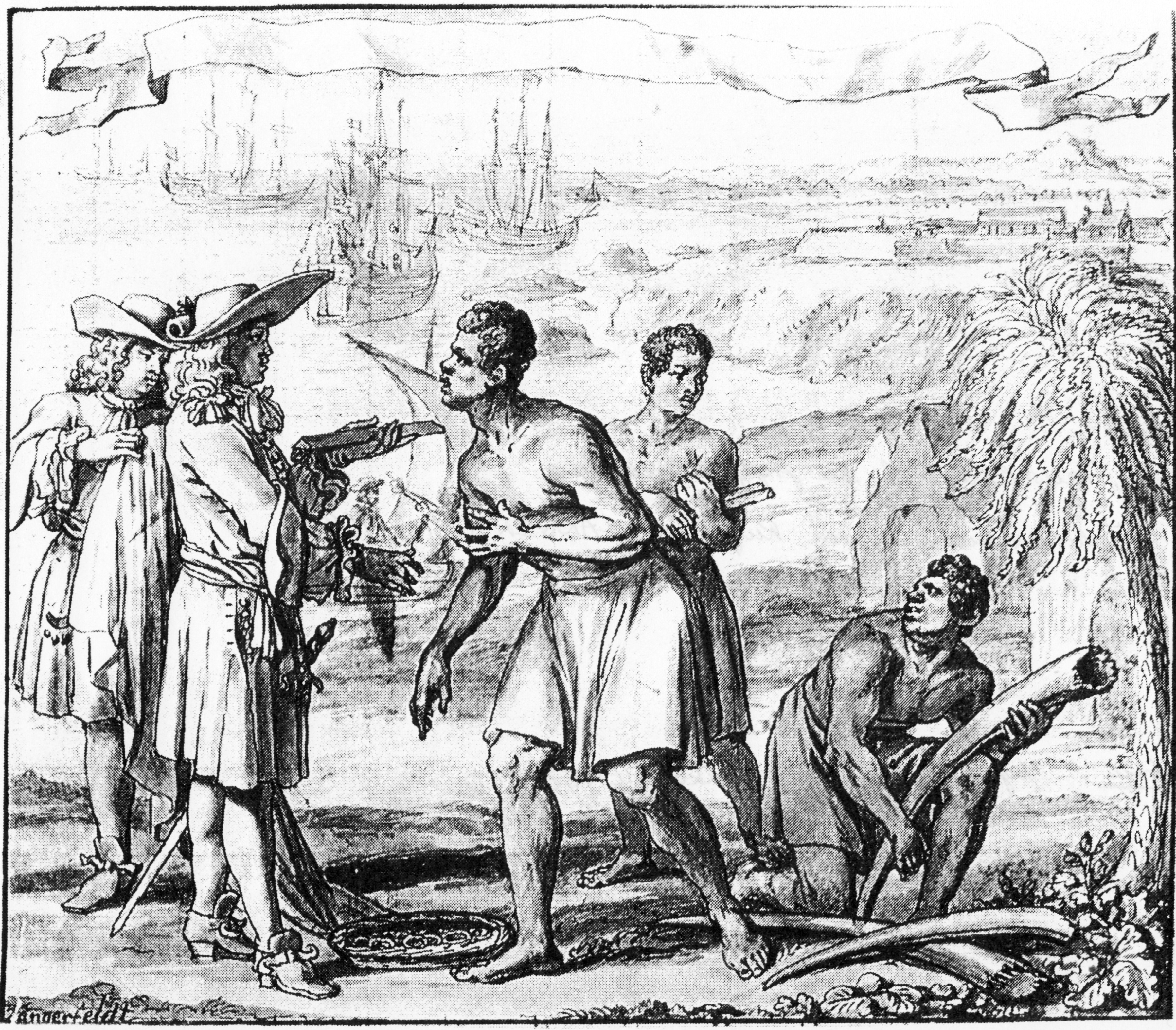
Tauschhandel im 17. Jahrhundert vor Groß Friedrichsburg, heutiges Ghana

Vor der Etablierung von Märkten wurden Gegenstände ohne konkrete Bepreisung und Fälligkeitstermin in losen, solidarischen Schuldbeziehungen und gegenüber Fremden in Form von Gaben und Gegengeschenken ausgetauscht. Erst nach der Etablierung von Märkten tritt der Tauschhandel als Randform des Handels in Erscheinung, der immer dann vermehrt genutzt wird, wenn Geldsysteme zusammenbrechen, weil er dann als einzige Möglichkeit des Warenaustauschs angesehen wird.
Händler oder Landwirte tauschten zwecks Bedarfsdeckung Gegenstände oder Nutztiere gegen Lebensmittel oder sonstigen Alltagsbedarf ein. Für die alten Babylonier bestand zwischen Kauf und Tausch kein großer juristischer Unterschied, denn sie wurden als wesensgleiche Rechtsgeschäfte mit dem Ziel des Güterumsatzes angesehen. Bereits das Alte Testament verlangte im 3. Buch Mose, dass der Tauschwert beider Tauschobjekte annähernd gleich sein sollte: „Man soll ein Tier nicht auswechseln noch tauschen, ein gutes gegen ein schlechtes oder ein schlechtes gegen ein gutes. Wenn aber jemand auswechselt ein Tier gegen das andere, so sollen sie beide heilig sein“ (Lev 27,10 ). Ein in besonderen Situationen praktizierter Tauschhandel, erstmals von Herodot im 5. Jahrhundert v. Chr. erwähnt, war der stumme Handel. Diskutiert wird, inwieweit die Beschreibungen über einen Warentausch, bei dem sich die Handelspartner weder zu Gesicht bekamen noch miteinander sprachen, historisch zutreffend oder eher legendär sind.
Die Römer kannten den Tauschhandel (lateinisch permutatio mercium, „Vertauschung der Waren“), denn bis zur Einführung des Geldes existierte auf der Grundlage des Tauschhandels lediglich der Tauschvertrag, bei dem die Vertragsparteien gegenseitig Sachen mit einem ungefähr gleichen Tauschwert austauschten. Cicero verstand unter der „permutatio“ noch den Umsatz. Beim Tausch musste später Iulius Paulus zufolge für beide Vertragsparteien dem jeweiligen Empfänger an der Sache Eigentum verschafft werden. Für ihn war klar, dass beim Tausch nicht zwischen Käufer und Verkäufer unterschieden werden könne. Im frühen römischen Recht begann bereits die Verdrängung des Tauschvertrages durch den Kaufvertrag (lateinisch emptio venditio; wörtlich: „Kauf/Verkauf“). Der hochklassische Jurist des 2. Jahrhunderts, Gaius, verlangte in seinen Institutionen, dass der Kaufpreis „in klingendem Geld“ zu bestehen habe, der Tauschvertrag galt nun als überholt. Seitdem wurde der bisherige Tauschwert durch den objektiveren Geldwert ersetzt. Doch der Geldmangel, der bereits unter Augustus begann, hielt den Tauschvertrag am Leben. So verschafften sich die Griechen Wein durch die Hingabe von Bronze, Eisen, Fellen und Sklaven.
Im frühen Mittelalter überwog weiterhin der Tauschhandel, Waren wechselten den Besitzer, ohne dass Geld für sie bezahlt wurde. Das mittelhochdeutsche Wort „tûsch“ („Spaß, Gespött, Täuschung, Betrug, Tausch“) etablierte sich erstmals 1172 in Priester Wernhers „Drei Liedern von der Magd“ („Driu liet von der maget“). Das mittelhochdeute Wort wies bereits darauf hin, dass man beim Tausch durch unterschiedlich eingeschätzte Tauschwerte auch getäuscht oder betrogen werden kann. Im Mittelalter blieben trotz des vorhandenen Geldes auch Tauschgeschäfte neben Kaufverträgen üblich. Dabei kam es vor, dass innerhalb Deutschlands bei Tauschgeschäften doppelte Zollgebühren verlangt wurden. Auch der Tausch von Grundstücken war üblich, auf diese Weise betrieben Grundstücksnachbarn private Flurbereinigung.
Bis Mitte des 18. Jahrhunderts gab es im deutschen Buchhandel einen als „Verstechen“ oder „Change“ genannten Tauschhandel. Dabei wurden Bücher und andere schriftliche Erzeugnisse auf Buchmessen zwischen den einzelnen Druckern bzw. Verlegern nur nach deren Quantität getauscht, wobei nach dem Prinzip „Bogen gegen Bogen“ bzw. „Buch gegen Buch“ gehandelt wurde. Ab Mitte des 18. Jahrhunderts wurde diese Handelsart erst vom sogenannten Nettohandel und kurze Zeit später vom noch heute gültigen Konditionsverkehr abgelöst. Das Allgemeine Preußische Landrecht (APL) vom Juni 1794 nannte die beiden Tausch-Kontrahenten Käufer und Verkäufer (I 11, § 364 APL) und räumte beiden die Möglichkeit ein, bei ungleichem Tauschwert „vom Tausch wieder abzugehen“ (I 11, § 365 APL). Das österreichische ABGB vom Januar 1812 definierte den Tausch als einen Vertrag, „wodurch eine Sache gegen eine andere Sache überlassen wird“ (§ 1045 ABGB).
Der im Oktober 1952 gegründete Ost-Ausschuss der Deutschen Wirtschaft förderte den Handel mit Osteuropa. Der so genannte „Osthandel“ hatte die Devisenschwäche der östlichen COMECON-Mitglieder zu berücksichtigen, sodass Kompensationsgeschäfte die bedeutsamsten Transaktionen deutscher Exporteure mit dem Ostblock darstellten. Auf ihn gingen auch die Deutsch-sowjetischen Röhren-Erdgas-Geschäfte seit Februar 1970 zurück, ein Barter, der deutsche Großröhren und Bankkredite gegen sowjetische Erdgaslieferungen austauschte. Ab 1976 kam es wegen drastisch gestiegener Rohkaffepreise zur Kaffeekrise in der DDR, die nur teilweise durch Tauschgeschäfte „Rüstung gegen Kaffee“ etwa mit Äthiopien behoben werden konnte. Etwa zur gleichen Zeit baute Frankreich seine Atomstreitmacht ab 1974 durch Uranimporte aus der Zentralafrikanischen Republik im Austausch gegen Waffen aus.
Devisenschwachen Entwicklungsländern ohne ausreichende Marktmacht bleibt als Möglichkeit, ihre Rohstoffe zu exportieren, indem sie im Gegenzug Fertigerzeugnisse der Industriestaaten importieren.

## Arten
Man unterscheidet folgende Arten:
- Barter-Geschäfte/Barter-Clearing:[17] Unter Barter (englisch barter, „Tausch, Austausch“) versteht man verschiedene Formen von bargeldlosen Verrechnungssystemen. Bei Barter-Geschäften handelt es sich um Geschäfte aus zwei Warenlieferungen mit dem gleichen Tauschwert, bei welchen keine Zahlungen fließen.[18] Beim Barter-Clearing (häufig auch Bartering oder Ringtausch) werden Waren und Dienstleistungen nicht bilateral, sondern über ein geldloses Verrechnungssystem zwischen gewerblichen und/oder privaten Teilnehmern multilateral verrechnet. Die Verrechnungssysteme werden von Barter-Organisationen vermittelt, die für jedes Unternehmen ein Verrechnungskonto (das wie ein Kontokorrent funktioniert) führen. Dabei wird der Wert der jeweiligen Tauschobjekte in der Verrechnungseinheit der jeweiligen Landeswährung ausgedrückt und unter den Teilnehmern verrechnet.
  - Corporate Trading ist der Tauschhandel zwischen Unternehmen mit Warenbeständen, deren Marktwerte durch Alterswertminderung, Beschädigung, Korrosion, Retouren oder Verderb gesunken sind, und dem Anbieter.[19] Der Anbieter erteilt in Höhe des Buchwertes eine Gutschrift, die das Unternehmen durch liquiditätsschonenden Einkauf von Dienstleistungen verwenden kann.
  - Bartering in den Medien bezeichnet einen Tauschhandel von Programmen und Programmplätzen gegen Werbezeit.[20] Beispielsweise stellt eine Zeitschrift einem Fernsehsender eine Seite zur Werbung zur Verfügung und erhält als Gegenleistung einen Werbespot im Fernsehen.
- Kompensationsgeschäfte gibt es meist im Außenhandel, wenn Importeure aus Geld- oder Devisenmangel als Gegenleistung zum Exporteur werden. Beispielsweise importieren Entwicklungsländer aus Industriestaaten Investitions- und Konsumgüter und exportieren im Gegenzug Rohstoffe. Bei Kompensationsgeschäften ist eine Vollkompensation erforderlich, um als Tauschhandel zu gelten.
- Tauschbörsen sind Veranstaltungen, bei denen tauschwillige Marktteilnehmer gegenseitig Güter mittels Tauschvertrag austauschen. Es handelt sich nicht um echte Börsen, weil die Marktteilnehmer ihre Tauschobjekte gegenseitig präsentieren.
- Der Tauschhandel im Internet findet durch Internet-Tauschbörsen statt.

Diese Arten des Tauschhandels beinhalten keinen Zahlungsvorgang, auch nicht teilweise.

## Abgrenzung
Zuweilen werden Tauschhandelsgeschäfte als Synonym für Kompensationsgeschäfte angesehen. Der Tauschhandel setzt jedoch stets voraus, dass keine Geldzahlung – auch nicht als Teilleistung – als Gegenleistung erbracht wird. Es gibt jedoch auch Kompensationsgeschäfte, bei denen teilweise eine Geldzahlung erfolgt.